# Gustav Adolf Gerhard
Gustav Adolf Gerhard (* 14. April 1878 in Konstanz; † 24. Oktober 1918 in Wien) war ein Klassischer Philologe und Papyrologe.

## Leben
Gustav Adolf Gerhard studierte Altphilologie und Germanistik an der Ruprecht-Karls-Universität Heidelberg bei Erwin Rohde, Kuno Fischer und Otto Crusius. Er wurde während des Studiums Mitglied und später Alter Herr der Philologisch-Historischen Verbindung Cimbria Heidelberg im Naumburger Kartellverband. 1899 wurde er für die Arbeit Epistularis apud Graecos formae historia ausgezeichnet. 1901 wurde Gerhard in Heidelberg mit der Arbeit Untersuchungen zur Geschichte des griechischen Briefes promoviert, sein Staatsexamen absolvierte er 1902. Von 1901 bis 1913 war er an der Universität Heidelberg wissenschaftlicher Mitarbeiter und befasste sich mit Papyrusschriften. 1907 war er Probekandidat an einem Heidelberger Gymnasium, von 1907 bis 1908 Lehrer an dem Gymnasium von Tauberbischofsheim. 1907 habilitierte er sich in Heidelberg mit der Schrift Phoinix von Kolophon, Texte und Untersuchungen und war als Privatdozent am Lehrstuhl von Albrecht Dieterich tätig. 1911 erhielt er den Titel eines außerordentlichen Professors.
1913 wechselte Gerhard als außerordentlicher Professor an die Franz-Josephs-Universität Czernowitz, wo er 1918 zum ordentlichen Professor ernannt wurde. Nach der kriegsbedingten Schließung der Universität Czernowitz leistete er seinen Kriegsdienst in einem Wiener Ministerium, wo er am 24. Oktober 1918 an der spanischen Grippe starb.

## Schriften
- Epistularis apud Graecos formae historia, 1899 [Preisarbeit Heidelberg]
- Untersuchungen zur Geschichte des griechischen Briefes, Diss. Heidelberg 1901
- Ein neuer juristischer Papyrus der Heidelberger Universitätsbibliothek (mit Otto Gradenwitz), NHJ 12, 1903, 141–183
- Glossierte Paulusreste im Zuge des Digesten (mit Otto Gradenwitz), Philologus 62, 1904, 95–124
- Zum Heidelberger Digestenpapyrus, Philologus 66, 1907, 477–480
- Phoinix von Kolophon, Texte und Untersuchungen, 1909 [Habil.-Schrift]
- Zu Menanders Perikeiromene, Philologus 69, 1910, 10–34
- Ptolemäische Homerfragmente, hrsg. und erkl. von G. A. G., "Veröffentlichungen aus der Heidelberger Papyrus-Sammlung" 4. 1, Heidelberg 1911
- Ein Heidelberger Fragment aus Menanders Perikeiromene, SHAW 2/4, 1911
- Ein gräko-ägyptischer Erbstreit aus dem 2. Jahrhundert v. Chr., SHAW 2/8, 1911
- Griechisch-literarische Papyri, "Veröffentlichungen aus der Heidelberger Papyrus-Sammlung" IV, 1, Heidelberg 1911
- Charetos gnomai, SHAW 3/13, 1912
- Zur Legende des Kynikers Diogenes, ARW 15, 1912, 388–408; ib. 17, 1914, 335–336
- [Artt. in RE] Herondas, VIII 1 (1912), coll. 1080–1102; Hipponax, VIII 2 (1913), coll. 1890–1907; Iambographen, IX 1 (1914), 651–680; Kerkidas, XI 1 (1921), 292–309
- Ein dogmatischer Arzt des 4. Jh., SHAW 4/13, 1913
- Prolog des Persius, Philologus 72, 1913, 484–491
- Der Tod des grossen Pan, SHAW 6/5, 1915
- Ein hellenistischer Jambos, WS 38, 1916, 35–53
- Satura und Satyroi, Philologus 75, 1918